# ملعب جاسم بن حمد
ملعب جاسم بن حمد هو استاد رياضي متعدد الاستخدامات يقع في الدوحة في قطر. بني عام 1974 م. يستطيع الاستاد تحمل 15 ألف متفرج.